# 13 de dezembro na Igreja Ortodoxa

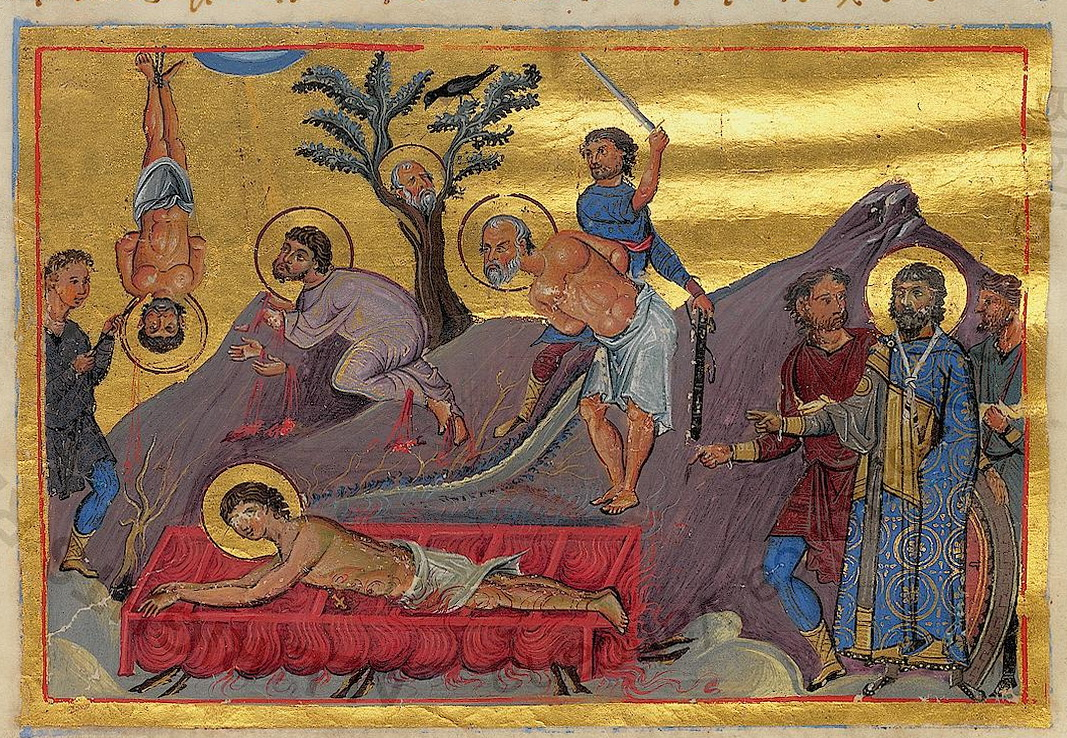
Martírio de Santos Eustrácio, Auxêncio, Eugênio, Mardário e Orestes no Menológio de Basílio II

Esta página trata das comemorações relativas ao dia 13 de dezembro no ano litúrgico ortodoxo.
Todas as comemorações fixas abaixo são comemoradas no dia 26 de dezembro pelas igrejas ortodoxas sob o Velho Calendário. No dia 13 de dezembro do calendário civil, as igrejas sob o Velho Calendário celebram as comemorações listadas no dia 30 de novembro.

## Santos

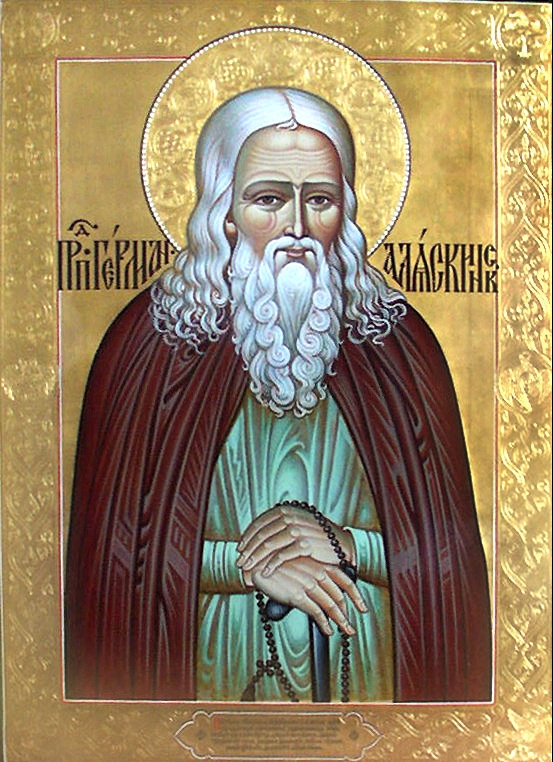
Ícone de São Germano do Alasca no Mosteiro Costeiro de São Sérgio, em Strelna, perto de São Petersburgo.

- Mártir Antíoco de Súlcis, na Sardenha, sob Adriano (c. 110)[1]
- Mártires Eustrácio, Auxêncio, Eugênio, Mardário e Orestes, em Sebaste[2][3][4]
- Virgem-Mártir Lúcia de Siracusa (304)[4][5][6]
- Venerável Ares, monge no deserto do Egito[7]
- São Columba de Terryglass, nascido em Leinster, discípulo de São Finnian de Clonard e Abade de Terryglass, em Munster e um dos Doze Apóstolos da Irlanda (552)[1][8][9]
- São Judoco (Judocus, Judganoc, Josse), presbítero, irmão de São Judicael, rei da Bretanha, eremita (c. 668)[1]
- Santo Alberto (Aubert), Bispo de Cambrai-Arras, na França (669)[1]
- Santa Odília da Alsácia (Otilia, Othilia) (720)[1][8]
- Santas Einilda e Rosvinda, monjas na Abadia de Hohenburg com Santa Odília (século VIII)[1]

- Santa Edburga (Eadburh) em Minster-in-Thanet, Kent, discípula de Santa Mildreda, a quem provavelmente sucedeu enquanto abadessa em 716 (751)[1]
- São Tassilão, Duque da Baviera e grande benfeitor do monasticismo, tornou-se monge em Jumièges e repousou em Lorsch (c. 794)[1]
- Venerável Arsênio o Asceta, dos Montes Latros (século VIII ou IX)[4][10][11]

- São Vilfrido (Wilfrid, Wiffred), monge e abade do Mosteiro de São Vítor, na Marselha (1021)[1]
- Venerável Arcádio de Novy Torg, monge de Novotorzhok, discípulo de Santo Efraim (1077)[4][12][13]
- Santos Neófito, Inácio, Procópio e Nilo, fundadores do Santo Mosteiro de Machairas, no Chipre) (1145-1172)[14]
- São Mardário, recluso das Cavernas de Kiev (século XIII)[4][13][15]
- Hieromártir Gabriel I, Patriarca da Sérvia, martirizado pelos turcos
- São Dositeu, Metropolita da Moldávia (1693)[8][13]
- Venerável Nicodemo da Romênia[8][16]
- Venerável Germano do Alasca, Taumaturgo (1836)[4][17][18]
- Novo Hieromártir Alexandre Yuzefovich, presbítero, e Mártir João Menkov (1920)[8][19]
- Novo Hieromártir Vladimir Lozina-Lozinsky, protopresbítero de São Petersburgo (1937)[8][19][20][21]
- Novos Hieromártires Alexandre Pospelov e Tiago Gusev, presbítero (1937)[8][19]
- Novo Hieromártir Nicolau Amasiysky, presbítero em Almaty (1938)[8][19][20]
- Novos Hieromártires Emiliano Kireyev e Basílio Pokrov, presbíteros (1941)[8][19]

## Outras comemorações
- Sinaxe dos Protomártires da Terra Americana[22]
  - Hieromártir Juvenal do Alasca (1796) e Mártir Pedro, o Aleúte (1815)[4][23][24]
- Repouso do Monge-Schema Pantaleão, "o Ressurreto", do Eremitério de Glinsk (1895)[4][13]
- Repouso do Abençoado Máximo de Ustyug (1906)[4]
- Repouso do Bispo Teodoro, Taumaturgo do Convento de Trolov em Kiev (1924)[4][13]
- Repouso do Hieromonge Joel de Valaam (1937)[4]